# Illacme socal
 Illacme socal — вид двопарноногих багатоніжок родини Siphonorhinidae. Описаний у 2023 році.

## Поширення
Ендемік Каліфорнії. Вперше виявлений у 2018 році у Парку дикої природи Ранчо Вайтінг. Населяє чагарники чапараль та дубові ліси. Багатоніжки були знайдені під шаром гумусу та всередині ґрунтової матриці.

## Опис
Має тонке і витягнуте тіло. Є 486 кінцівок. Як і всі члени роду Illacme, I. socal безокий, позбавлений пігментації, має добре розвинені сенсорні структури та демонструє інші трогломорфні ознаки.